# Рыбкин 2-й
 Рыбкин 2-й  — поселок в Арсеньевском районе Тульской области. Входит в Манаенское сельское поселение.

## География
Поселок находится в юго-западной части Тульской области на расстоянии примерно 19 км по прямой на юго-запад от районного центра поселка Арсеньево.

## История
Впервые отмечен на карте 1941 года как Рыбкино 2-е с 9 дворами.

## Население
Численность население составляла приблизительно 10 человек в 1982 году, 7 (русские 100 %) в 2002 году, 4 в 2010.